# Apostolove
Apostolove (ukrajinsky Апостолове; rusky Апостолово, Apostolovo) je město v Dněpropetrovské oblasti na Ukrajině. Po administrativně-teritoriální reformě v červenci 2020 patří do Kryvorižského rajónu, do té doby bylo centrem Apostolovského rajónu. Má přibližně 13 tisíc obyvatel.

## Poloha a doprava
Apostolove leží na jihozápadě Dněpropetrovské oblasti. Dnipro, správní středisko oblasti, je od něj vzdáleno přibližně 175 kilometrů severovýchodně.
Apostolove je železničním uzlem: na zdejším nádraží se kříží železniční tratě Kryvyj Rih – Komyš-Zorja a Cherson–Dnipro.
Jihozápadně od města prochází dálnice N23, která vede na severozápad do Kryvého Rihu vzdáleného přibližně pětačtyřicet kilometrů a dále do Kropyvnyckého a na východ do pětašedesát kilometrů vzdáleného Nikopolu a pak dalších osmdesát kilometrů do Záporoží.

## Dějiny
Apostolove bylo založeno v roce 1793. V letech 1818 až 1923 se nazývalo Pokrovskoje (Покровское). Za druhé světové války obsadila město 17. srpna 1941 německá armáda a jednotky Rudé armády jej dobyly zpět 5. února 1944 v rámci Nikopolsko-kryvorižské operace.
Od roku 1956 je Apostolove městem.